# Sergueï Dvortsevoï
Sergueï Vladimirovitch Dvortsevoï (en anglais Sergey Dvortsevoy ou en russe : Сергей Владимирович Дворцевой), né le 18 août 1962 à Chymkent, au Kazakhstan est un réalisateur russo-kazakh, originaire du Kazakhstan et primé à travers la planète tout d'abord pour des courts et moyens métrages documentaires, puis pour son premier long métrage de fiction, tourné en 2006, Tulpan,,,. Il est le premier réalisateur originaire du Kazakhstan à devenir membre de L’Academy of Motion Picture Arts and Sciences (Oscars) en 2019. 
Son film Ayka fait partie de la sélection officielle de 2018 au Festival de Cannes.

## Biographie
Sergueï Dvortsevoï naît en 1962 à Chymkent au Kazakhstan, alors Union soviétique.
Il est diplômé du lycée aéronautique en Ukraine et de l’institut radiotechnique de Novossibirsk, en Sibérie.
Il devient ingénieur radiophonique pour Aeroflot, mais il s'ennuie et c'est par hasard qu'il entre dans le cinéma : en 1990, à 28 ans, il tombe sur une annonce pour un enseignement supérieur de réalisation et d’écriture de scénarios à Moscou.
« Je ne connaissais rien ni aux films ni aux réalisateurs, avoue-t-il d'un air un peu coupable, mais c'était ma chance : je n'étais pas formaté et j'ai compris rapidement ce que je voulais faire. » Ses documentaires, courts et moyens, sont vite acclamés dans tous les festivals. 
Puis c'est le premier long métrage de fiction, très ancré dans le réel (une "fiction documentaire") et en même temps poétique, Tulpan, qui lui vaut une moisson de prix dans les festivals internationaux, de Montréal à Tokyo en passant par Cannes (où il a reçu plusieurs prix : Un certain regard, Jeunesse et Éducation nationale).

## Filmographie
Sauf indication contraire, les informations mentionnées dans cette section peuvent être confirmées par la base de données cinématographiques IMDb,  présente dans la section « Liens externes ».

### Acteur

#### Télévision
- 2009 : 49o Festival Thessalonikis - 19 kinimatografistes (téléfilm)

### Réalisateur et scénariste

#### Longs métrages
- 1998 : Bread Day (Khlebnyy den) (documentaire)
- 1999 : Highway (documentaire)
- 2008 : Tulpan
- 2018 : Ayka

#### Courts métrages
- 1995 : Schastye (documentaire)
- 2004 : V temnote (documentaire)

### Producteur

#### Longs métrages
- 1998 : Bread Day
- 2018 : Ayka

#### Courts métrage
- 1995 : Schastye